# Old Vienna
Old Vienna (OV) là một thương hiệu bia. Nó được sản xuất và đóng chai lần đầu tiên bởi Công ty Nước giải khát và Nước đá Koch vào những năm đầu thế kỷ 20 tại Wapakoneta, Ohio bởi Henry Koch và con trai ông Karl J. Koch. Nhà máy bia Koch đã phá sản nhưng việc sản xuất vẫn được tiếp tục tại Canada bởi nhà máy bia Carling O'Keefe. Nó hiện vẫn được tiếp tục sản xuất tại Canada bởi Molson Breweries, công ty đã tiếp tục sản xuất sau khi Carling O'Keefe được Molson mua.
Doanh nghiệp gia đình này được thành lập như một Công ty Công ty Bia tại Wapakoneta, Ohio vào năm 1862 bởi Karl Kolter và con trai của ông Charles Kolter. Bia ban đầu được bán trong thùng gỗ và chai bia đá. Chai thủy tinh có niên đại từ khoảng năm 1880 được chạm nổi là "Công ty sản xuất bia " ở bên cạnh và "Trade KK MARK" của gia đình trên vai chai. "Nhãn hiệu KK" được cho là đã được sửa đổi từ một nhãn hiệu Guild cho nhà máy bia của gia đình Kolter ở Đức.
Charles Kolter và anh trai đã di cư từ Wallhalben, Đức, đến Wapakoneta, Ohio khoảng giữa thế kỷ 19. Cha của anh, Karl Kolter cùng với người vợ thứ ba và một số đứa con cũng đi theo sau đó vài năm. Karl Kolter là một nhà sản xuất bia và Charles Kolter được báo cáo trong cuộc điều tra dân số năm 1880 với tư cách là một "nhà sản xuất bia".
Công việc kinh doanh sau đó được giao lại cho Henry Koch, con rể của Charles, khi nhà máy bia kinh doanh với tên gọi "Koch và Kolter". Sau cái chết của Charles Kolter, tên công ty được đổi thành "The Koch Beverage and Ice Company" thuộc quyền sở hữu của Henry và Karl J. Koch. Khi Karl J. Koch qua đời vào năm 1934 và nhãn hiệu này lại được đổi thành "Koch's Old Vienna Brewery" được chuyển giao cho góa phụ của Karl, May Julia Koch và con trai của ông, George A Koch. Nhà máy bia đã được bán sau Thế chiến II nhưng gia đình Koch vẫn giữ quyền sở hữu doanh nghiệp nước giải khát của nhà máy bia đã trở thành George Koch Bottling Company ở Wapakoneta, Ohio. Karl W. Koch trở thành CEO của công ty vào năm 1962. Công việc kinh doanh đã được chuyển đến một cơ sở mới trên Xa lộ Liên tiểu bang 75 và Đường số 4 ở Lima Ohio vào năm 1966. Doanh nghiệp Lima Pepsi-Cola đã được bán cho RKO General vào năm 1976 nhưng Karl W Koch đã mua lại các tài sản khác của công ty, bao gồm Corpus Christi, Texas Pepsi-Cola. kinh doanh. "Công ty Oneta" của Corpus Christi kinh doanh dọc theo Bờ biển Texas như Pepsi-Cola Bottling LLC, Sunrise Vending LLC, Everest Premium Waters LLC và Canteen Victoria LLC. Julia Koch là CEO của công ty. Cô là thế hệ thứ bảy để lãnh đạo doanh nghiệp đồ uống được thành lập bởi Karl Kolter ở Mỹ vào năm 1862.
Bia và nước ngọt và chai nước khoáng của gia đình là một phần nổi bật trong bộ sưu tập chai sản phầm lịch sử của Công ty Oneta được trưng bày và mở cửa cho công chúng tại một văn phòng của họ tại 1401 phía nam Padre Island Drive ở Corpus Christi, Texas.
Nhà máy bia Old Vienna của Koch đã phá sản vài năm sau khi nó được bán bởi gia đình Koch. Old Vienna hiện là một loại bia do Canada sản xuất. Old Vienna được sản xuất bởi Carling O'Keefe, công ty đã giành được quyền của Hoa Kỳ đối với nhãn hiệu Old Vienna này sau sự sụp đổ của nhà máy bia. Nó hiện được sản xuất bởi Molson Breweries nơi nó vẫn đang được bán ở Canada và tại các thị trường chọn lọc ở các bang biên giới Hoa Kỳ. Old Vienna hiện được sản xuất trong chai, lon và trên bản nháp với tỷ lệ 5% alc./vol. Nội dung. Trong một thời gian vào những năm 1970 và 1980, OV có sẵn trong 7 oz. chai gọi là "OV Splits".